# Stazione di Molteno
La stazione di Molteno è una stazione ferroviaria  a servizio dell'omonimo comune, posta sulla linea Como-Lecco e anche capolinea della linea proveniente da Monza.

## Storia

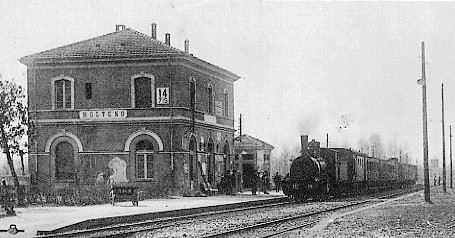
La stazione di Molteno a inizio Novecento

La stazione fu aperta nel 1888 al completamento della linea Como-Lecco. Nel 1911, con il completamento della linea per Monza, divenne stazione di diramazione.
L'Apparato centrale computerizzato fu attivato il 9 agosto 2020.
Tra giugno e agosto 2023 si riqualificarono gli impianti della stazione. Si costruì un sottopassaggio pedonale, dotato di ascensori, e si misero a norma le banchine d'accesso. Si introdusse, inoltre, la segnaletica per le persone non vedenti, si innalzarono le pensiline e si abbatterono le barriere architettoniche.

## Strutture e impianti

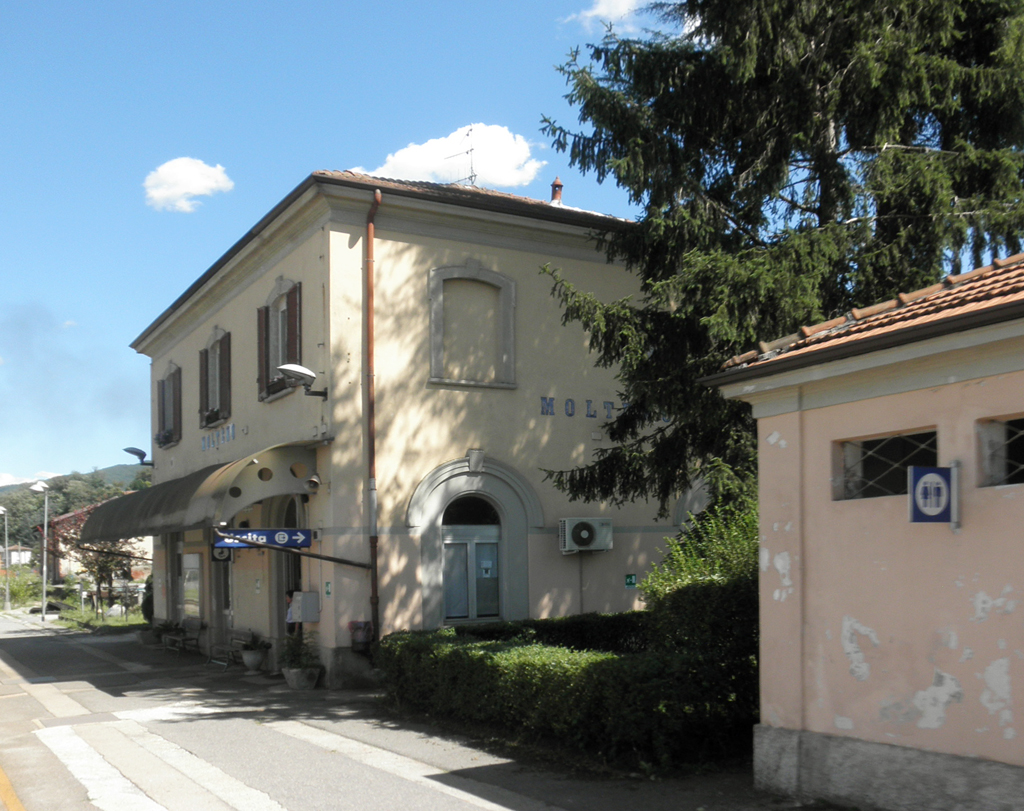
Il fabbricato viaggiatori nel 2011

La stazione è dotata di un fabbricato viaggiatori e di un piazzale a tre binari. La presenza di un sottopasso consente l'accesso alla banchina del secondo e terzo binario.
È presente un archivio storico di documenti e di attrezzature ferroviarie risalenti al Novecento.

## Servizi
La stazione dispone di:
- Sala d'attesa
- Servizi igienici
- Sottopasso

## Movimento
La stazione è servita dai treni della linea S7 (Milano Porta Garibaldi-Monza-Molteno-Lecco), che incrociano attorno al minuto .30 con frequenza oraria, che diventa semioraria nelle ore di punta (in direzione Milano la mattina e verso Lecco la sera). Grazie alla simmetria degli orari e alla sosta dei treni allo stesso minuto, è possibile l'interscambio in entrambe le direzioni con i treni regionali da e per Como San Giovanni, relazione di cui Molteno è capolinea (ad eccezione di alcune coppie nella prima mattina e in tarda serata che partono e arrivano alla stazione di Lecco); anche tali regionali hanno frequenza oraria, presentando però un'interruzione di servizio tra le 9 e le 13.